# 2 Fast 2 Furious
2 Fast 2 Furious és una pel·lícula estatunidenca de l'any 2003. És la segona entrega de la saga The Fast and the Furious. Està dirigida per John Singleton i protagonitzada per Paul Walker, Tyrese Gibson i Eva Mendes.

## Argument
Després de deixar escapar al fugitiu Dominic Toretto (Vin Diesel), en la primera pel·lícula (The Fast and the Furious), l'exoficial de policia Brian O'Conner (Paul Walker), va fugir de Los Angeles i es trasllada a Miami per començar una nova vida, des d'això ja ha passat un any. A Miami fa nous amics, com Tej Parker (Chris 'Ludacris' Bridges), un mecànic, Jimmy (MC Jin), i Suki (Devon Aoki). O'Conner ara és conegut per "La Bala" i competeix amb altres corredors en el carrer amb altes apostes en curses per guanyar diners, utilitzant les habilitats que va aprendre de Toretto.
Una nit després de guanyar una carrera és atrapat per US Customs després que el seu cotxe sigui inhabilitat, Brian és portat davant de l'agent Markam i el seu ex-cap de l'FBI Bilkins per fer un tracte per anar a córrer a Miami.
Bilkins i O'Conner viatgen a Barstow (Califòrnia) per proposar-li el mateix tracte a l'amic de la infantesa d'O'Conner, Roman Pearce (Tyrese Gibson). Llur missió és treballar encoberts com a corredors de carrer i amb l'ajuda de l'agent Monica Fuentes (Eva Mendes) per posar a la presó Carter Verone (Cole Hauser), ells guanyen la prova que havien de guanyar per a treballar amb ell.
O'Connor s'adona dels problemes que li està portant els cotxes que tenen, de manera que li demana a Tej que organitzi una cursa amb dos dels corredors que van estar a l'audició, evidentment, la guanyen.
Més tard en aquesta nit van al club nocturn al qual Carter els convidà, allà veuen un policia a qui amenaça perquè així O'Connor i Pearce puguin transportar els diners fàcilment. L'endemà al matí s'embarquen en la missió. Durant el transport dels diners el policia que amenaçaren demana un exèrcit de policies en el qual surten tots darrere d'O'Connor i Pearce. Mentre Verone intenta escapar en el seu vaixell sabent que Monica és una agent encoberta, arriba O'Connor amb els diners mentre que l'altre vigilant de Verone se l'emporta i l'intenta matar, però fracassa en arribar Roman. Agafen el cotxe i surten darrere del vaixell i Brian salta, Carter intenta disparar-li amb la seva escopeta, però Brian li dispare primer amb la seva arma però només el fereix.
Finalment Verone és detingut i les bosses on portaven els diners de la droga es recuperen, tret d'una quantitat que ha estat robada en secret per O'Connor i Pearce.

## Repartiment
- Paul Walker: Brian O'Conner, un ex policia de Los Angeles que es va convertir en fugitiu després de deixar escapar en Dominic Toretto.
- Tyrese Gibson: Roman Pearce, amic de la infància d'en Brian, que es troba en arrest domiciliari després de complir una condemna de presó i ajuda en Brian a completar la missió.
- Eva Mendes: Monica Fuentes, un agent que treballa encobert com a xicota d'en Carter Verone.
- Cole Hauser: Carter Verone, un narcotraficant d'origen argentí.
- Ludacris: Tej Parker, un amic d'en Brian qui s'encarrega de les apostes en les curses.
- Devon Aoki: Suki, un amic d'en Brian. És l'única noia corredora a la pel·lícula, i la seva tripulació està composta en la seva totalitat per dones. Condueix un Honda S2000 de color rosa.
- James Remar: Agent Markham, un agent de la policia a càrrec de l'operació contra en Verone i és el superior de la Mónica.
- Thom Barry: Agent Bilkins, un agent de policia. En Brian el va conèixer per primera vegada durant el seu treball encobert a la primera pel·lícula, que ha vingut a Miami per supervisar la situació.
- Mark Boone, Jr.: Detectiu Whitworth, un detectiu de Miami.
- Mo Gallini: Enrique, home de confiança d'en Verone.
- Roberto Sanchez: Roberto, home de confiança d'en Verone i soci de l'Enrique.
- MC Jin: Jimmy, un mecànic que treballa per a en Tej i és un amic d'en Brian.
- Amaury Nolasco: Orange Julius, un corredor del carrer que condueix un Mazda RX-7 taronja.
- Michael Ealy: Slap Jack, un corredor del carrer que condueix un Toyota Supra.
- John Cenatiempo: Korpi, un corredor del carrer que condueix un Chevrolet Camaro Yenko S/C.
- Eric Etebari: Darden, amic Korpi, que condueix un 1970 Dodge Challenger R / T.

El productor Neal H. Moritz apareix com un agent de policia durant una escena de persecució.

## Automòbils
Els automòbils utilitzats a 2 Fast 2 Furious són:
| Cotxe                          | Color                          | Any  | Pilot                                             |
| ------------------------------ | ------------------------------ | ---- | ------------------------------------------------- |
| Toyota Supra Mark IV RZ JZA80  | Bronze Metàl·lic               | 1995 | Slap Jack                                         |
| Honda S2000                    | Rosat amb uns gràfics asiàtics | 2003 | Suki                                              |
| Mazda RX-7 FD3S                | Vermell                        | 1993 | Orange Julius                                     |
| Opel Astra 1.6                 | colors bordeus                 | 1992 | Moisés                                            |
| Opel Astra 1.6                 | bordeus                        | 1992 | Moisés                                            |
| Seat Cordoba Stella            | blau Metàl·lic                 | 2003 | Sergio                                            |
| Dodge Viper SRT-10             | Groc                           | 2003 | Actor desconegut#1                                |
| Chevrolet Corvette Convertible | Gris fosc                      | 2002 | Actor desconegut#2                                |
| Saleen S281-E Mustang          | Vermell                        | 2003 | Actor desconegut#3                                |
| BMW Serie 3 318is cupé ample   | Negra                          | 1995 | Actor desconegut#4                                |
| Ferrari 360 Modena             | Vermell                        | 1999 | Carter Verone                                     |
| Dodge Ram                      | Marró clar                     | 2003 | Tej                                               |
| Acura NSX                      | Marró clar                     | 2000 | Tej                                               |
| Chevrolet-Yenko Camaro         | Blau Lemans                    | 1969 | Rockero, y al final de la película brian O´conner |
| Volkswagen Golf mk2 GTI        | Blanc                          | 1988 | Alex Díaz                                         |
| Fiat Uno Turbo i.e mk2         | Blanc                          | 1991 | Nacho Solera                                      |
| Becho rabo movil               | Blanc                          | 2012 | Bechomá                                           |
| For Mustang Mach1              | Negra                          | 1981 | Joakin Bonel                                      |
| Peugeot 106 tdi                | Rosa                           | 2000 | David Herrero                                     |
| BMW 318 ci                     | Blau clar                      | 2002 | Cristian Solera                                   |
| Dodge Hemi Challenger R/T      | taronja                        | 1970 | Fabio, y al final de la película Roman Pearce     |
| Toyota MR2 Spyder              | Diversos                       | 2001 | Conductor desconegut                              |

## Banda sonora
La banda sonora de la pel·lícula 2 Fast 2 Furious és:
| Artista                              | Cançó              |
| ------------------------------------ | ------------------ |
|                                      | Start Linten Music |
| Ludacris                             | Act A Fool         |
| Ludacris                             | On the Flow        |
| Chingy                               | Gettin´it          |
| Shawnna                              | Slum               |
| Eight Ball                           | Hands in the air   |
| Tyrese featuring Ludacris & R. Kelly | Pick up the phone  |
| Joe Budden                           | Pump it up         |
| David Banner                         | Like a pimp        |
| Trick Daddy                          | Represent          |
| Pitbull                              | Oye                |
| Molotov                              | Pocas palabras     |